# Antonio Lupicini

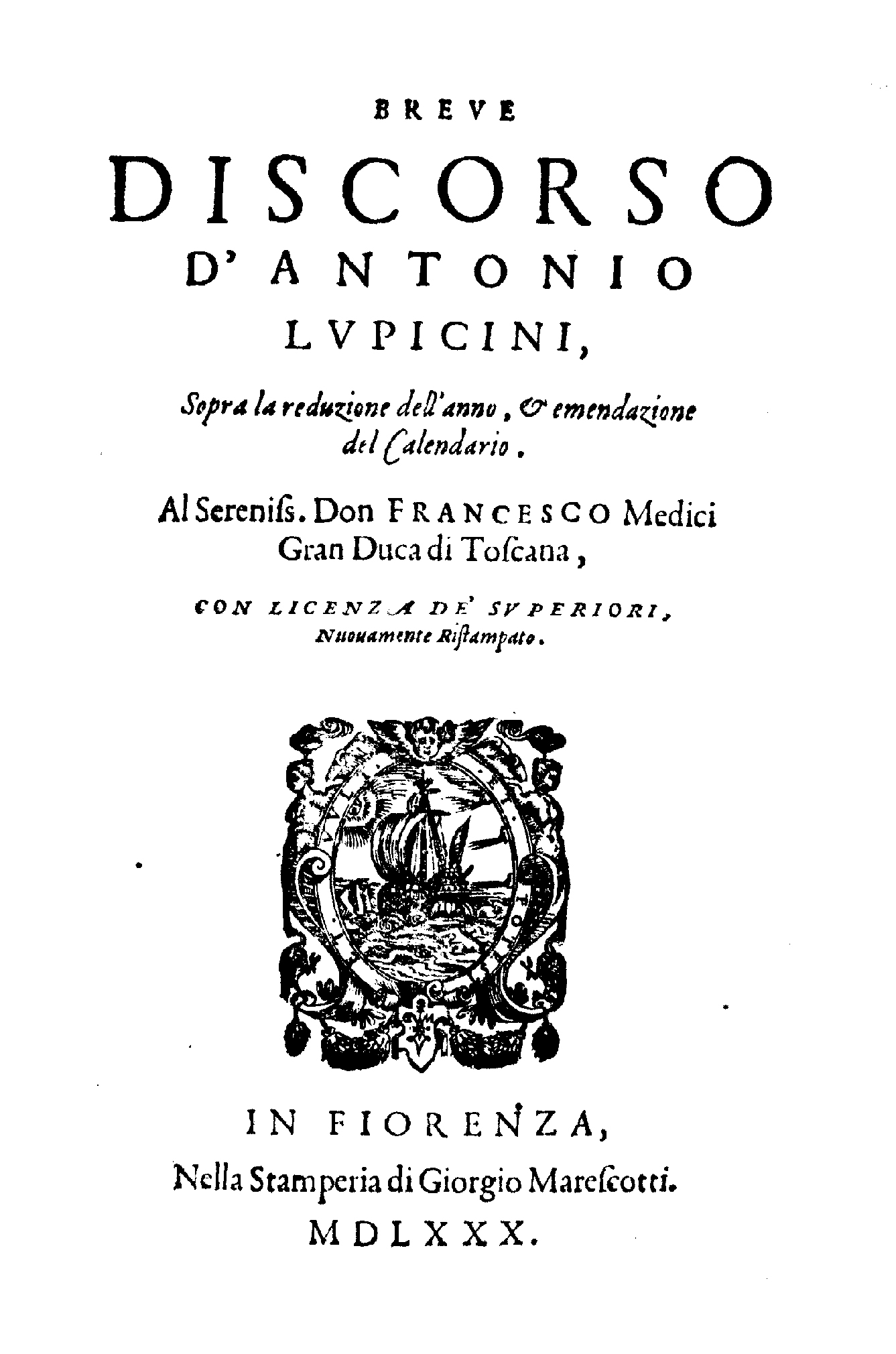
Breve discorso sopra la reduzione dell'anno e emendazione del calendario, 1580

Antonio Lupicini (Firenze, intorno al 1530 – Firenze, intorno al 1607) è stato un ingegnere italiano.

## Biografia
Antonio Lupicini nacque a Firenze verso il 1530. Soldato dei Medici nella guerra di Siena, fu nel 1552 con Don García Álvarez de Toledo y Osorio agli assedi di Montalcino e di Monticchiello. Fatta la pace, ritornò ai suoi studi di architettura, scienza militare, idraulica e astronomia, disputando e scrivendo su vari argomenti. Nel 1578 fu inviato all'imperatore Rodolfo II per migliorare le fortezze dell'Impero e in particolare di Vienna. Ritornato in Toscana, fu chiamato dal Consiglio dei Pregadi, per il quale progettò e diresse lavori nella laguna di Venezia (1584 e 1589). Attese anche ai lavori di protezione di Pisa e di Firenze (1591-93) dalle piene dell'Arno e studiò la ricostruzione della Chiana. Nel 1594 seguì Don Antonio e Don Giovanni de' Medici in Ungheria, come ingegnere e precettore di Don Antonio. Nel 1598 tornò nuovamente a Firenze, dove morì intorno al 1607.

## Opere
- Breve discorso sopra la reduzione dell'anno e emendazione del calendario, Firenze, Giorgio Marescotti, 1580.
- Architettura militare, Firenze, Giorgio Marescotti, 1582.
- Discorso sopra la fabbrica e uso delle nuove verghe astronomiche, Firenze, 1582.
- Discorso sopra i ripari del Po ed altri fiumi che hanno gli argini di terra posticcia, Firenze, 1585.
- Discorsi militari sopra l'espugnazione d'alcuni siti, Firenze, 1587.
- Discorso sopra i ripari delle inondazioni di Fiorenza, Firenze, 1591.